# Герб Белиза
Герб Белиза был принят после независимости, и только немного отличается от используемого герба, когда Белиз был британской колонией.
Круглая граница герба сформирована двадцатью пятью листьями. В пределах этого круга изображено красное дерево, древесина которого очень ценится в торговле. Перед деревом расположен щит. Первыми европейцами на территории Белиза стали торговцы красным деревом. На щите изображены инструменты дровосеков — весло (лес для экспорта сплавлялся по рекам; сами же дровосеки поднимались вверх по рекам в поисках не вырубленных еще массивов красного дерева), топоры разной формы и пила.
В нижней части щита — парусное судно (ведь бо́льшая часть заготавливаемого в Белизе красного дерева вывозилась по морю в Великобританию — для изготовления дорогой мебели, а также красителей для текстильной промышленности).
Щитодержателями выступают два дровосека. Один из них со светлой, другой с темной кожей: индейская (метисы) и негритянская (мулаты) составляющие населения. Тот, кто слева (светлокожий) , держит топор, в то время как тот, кто справа (темнокожий), держит весло. Снова важность красного дерева и его важность в создании лодок. В основании герба национальный девиз — «Под сенью процветаем».
Герб представлен в центре национального флага.